# Tete Morente
Tete Morente (La Línea de la Concepción, 1996. december 4. –) spanyol labdarúgó, az Elche csatárja.

## Pályafutása
Morente a spanyolországi La Línea de la Concepción városában született. Az ifjúsági pályafutását az Atlético Madrid akadémiájánál kezdte.
2015-ben mutatkozott be az Atlético Madrid tartalékkeretében. 2016-ban az Atlético Baleares, majd 2017-ben a másodosztályban szereplő Gimnàstic szerződtette. A 2018–19-es szezon második felében a Lugo csapatát erősítette kölcsönben. A lehetőséggel élve, 2019 nyarán a Lugóhoz igazolt. 2020-ban a Málagához csatlakozott. 2020. szeptember 16-án négyéves szerződést kötött az első osztályban érdekelt Elche együttesével. Először a 2020. szeptember 26-án, a Real Sociedad ellen 3–0-ra elvesztett mérkőzésen lépett pályára. Első gólját 2020. október 18-án, az Alavés ellen idegenben 2–0-ás győzelemmel zárult találkozón szerezte meg.

## Statisztikák
2023. május 2. szerint
| Klub      | Szezon   | Osztály          | Bajnokság | Bajnokság | Kupa és Ligakupa | Kupa és Ligakupa | Nemzetközi | Nemzetközi | Összesen | Összesen |
| Klub      | Szezon   | Osztály          | Meccs     | Gól       | Meccs            | Gól              | Meccs      | Gól        | Meccs    | Gól      |
| --------- | -------- | ---------------- | --------- | --------- | ---------------- | ---------------- | ---------- | ---------- | -------- | -------- |
| Gimnàstic | 2017–18  | Segunda División | 25        | 2         | 1                | 0                | —          | —          | 26       | 2        |
| Gimnàstic | 2018–19  | Segunda División | 14        | 1         | 1                | 0                | —          | —          | 15       | 1        |
| Gimnàstic | Összesen | Összesen         | 39        | 3         | 2                | 0                | 0          | 0          | 41       | 3        |
| Lugo      | 2018–19  | Segunda División | 13        | 1         | 0                | 0                | —          | —          | 13       | 1        |
| Lugo      | 2019–20  | Segunda División | 16        | 0         | 0                | 0                | —          | —          | 16       | 0        |
| Lugo      | Összesen | Összesen         | 29        | 1         | 0                | 0                | 0          | 0          | 29       | 1        |
| Málaga    | 2019–20  | Segunda División | 15        | 2         | 0                | 0                | —          | —          | 15       | 2        |
| Málaga    | 2020–21  | Segunda División | 1         | 0         | 0                | 0                | —          | —          | 1        | 0        |
| Málaga    | Összesen | Összesen         | 16        | 2         | 0                | 0                | 0          | 0          | 16       | 2        |
| Elche     | 2020–21  | La Liga          | 30        | 2         | 1                | 0                | —          | —          | 31       | 2        |
| Elche     | 2021–22  | La Liga          | 32        | 3         | 2                | 0                | —          | —          | 34       | 3        |
| Elche     | 2022–23  | La Liga          | 27        | 3         | 3                | 1                | —          | —          | 30       | 4        |
| Elche     | Összesen | Összesen         | 89        | 8         | 6                | 1                | 0          | 0          | 95       | 9        |
| Összesen  | Összesen | Összesen         | 173       | 14        | 8                | 1                | 0          | 0          | 181      | 15       |